# Dasylabris
Dasylabris is een geslacht van vliesvleugelige insecten uit de familie van de mierwespen (Mutillidae).

## Soorten
- D. adversa Skorikov, 1935
- D. angelae Suarez, 1959
- D. atrata (Linnaeus, 1767)
- D. biblica Invrea, 1950
- D. bicolor (Pallas, 1771)
- D. canariensis Suarez, 1970
- D. egregia (Klug, 1835)
- D. iberica Giner, 1942
- D. juxtarenaria Skorikov, 1935
- D. lugubris (Fabricius, 1804)
- D. manderstiernii (Radoszkowski, 1865)
- D. maura (Linnaeus, 1758)
- D. miogramma Skorikov, 1935
- D. regalis (Fabricius, 1793)
- D. scutila Skorikov, 1935